# Bob Holden
Robert Lee "Bob" Holden, Jr., född 24 augusti 1949 i Kansas City, Missouri, är en amerikansk demokratisk politiker. Han var guvernör i delstaten Missouri 2001-2005.
Holden utexaminerades 1973 från Southwest Missouri State University (numera Missouri State University). Han studerade sedan vidare vid Harvard University.
Holden var ledamot av Missouri House of Representatives, underhuset i delstatens lagstiftande församling, 1983-1989. I samband med sin första politiska kampanj träffade han blivande hustrun Lori. Paret har två söner: Robert och John D.
Holden var delstatens finansminister (Missouri State Treasurer) 1993-2001. Han besegrade republikanen Jim Talent i guvernörsvalet 2000 och efterträdde Roger B. Wilson som guvernör den 8 januari 2001. Holden efterträddes 2005 som guvernör av republikanen Matt Blunt. Efter tiden som guvernör har han undervisat vid Webster University.